# Medalla del Servei Meritori de Defensa
La Medalla del Departament de Defensa pel Servei Meritori (anglès:  Defense Meritorious Service Medal (DMSM)) és una condecoració de les Forces Armades dels Estats Units, atorgada al personal militar que serveixi amb o assignat a un nombre d'activitats amb el Secretari de Defensa, la Junta de Caps d'Estat Major o l'Estat Major de la Defensa, i altres activitats conjuntes i comandaments específics que poden haver estat designats pel Secretari de Defensa.
És atorgada per serveis meritoris fora de combat o per un servei incontrastablement excepcional, però que no justifiquin la concessió de la Medalla del Servei Superior de Defensa. Va ser instituïda pel President Jimmy Carter el 3 de novembre de 1977 mitjançant l'Ordre Executiva 12.019.
Actualment és la tercera condecoració més alta del Departament de Defensa per a temps de pau. Va ser atorgada per primera vegada al Major Terrell G. Covington. Les concessions posteriors s'indiquen mitjançant fulles de roure.
La medalla no és la mateixa que la Medalla del Servei Meritori (MSM). Si bé totes dues tenen els mateixos criteris de concessió, la DMSM és atorgada als membres del servei destinats a organitzacions conjuntes o multi-serveis, mentre que la MSM és concedida als membres de servei de les unitats militars tradicionals.

## Disseny
Una medalla de bronze de 3,8 cm de diàmetre (1,5 polzades), consistent en una corona de llorer circular, amb una cinta a la base. Al centre hi ha un pentàgon, sobre el que hi ha una àliga americana amb les ales obertes que se sobreposen a la corona, i amb les urpes sobre la base del pentàgon.
El revers mostra la inscripció "Defense Meritorious Service"(Servei de Defensa Meritori) en 3 línies horitzontals, i en la part inferior la inscripció "United States of America" (Estats Units d'Amèrica), amb un espai al mig de les dues inscripcions on gravar el nom del receptor.